# Каменьчик (Вишковський повіт)
Каменьчик (пол. Kamieńczyk) — село в Польщі, у гміні Вишкув Вишковського повіту Мазовецького воєводства.
Населення — 643 особи (2011).
У 1975-1998 роках село належало до Остроленцького воєводства.

## Демографія
Демографічна структура станом на 31 березня 2011 року:
|          | Загалом | Допрацездатний вік | Працездатний вік | Постпрацездатний вік |
| -------- | ------- | ------------------ | ---------------- | -------------------- |
| Чоловіки | 330     | 61                 | 224              | 45                   |
| Жінки    | 313     | 44                 | 173              | 96                   |
| Разом    | 643     | 105                | 397              | 141                  |